# Кукелево
Ку́келево (рос. Кукелево) — село у складі Вяземського району Хабаровського краю, Росія. Адміністративний центр та єдиний населений пункт Кукелевського сільського поселення.

## Населення
Населення — 219 осіб (2010; 271 у 2002).
Національний склад (станом на 2002 рік):
- росіяни — 89 %